# Pierangelo Summa
Pierangelo Summa, connu aussi sous le nom de Piero Summa, né le 19 août 1947 à Côme (Italie) et mort le 15 juillet 2015 à Paris 12e,, est un metteur en scène, sculpteur de masques,,, et marionnettiste italien. Il est considéré comme étant l'un des chefs de file du mouvement théâtral italien des années 1970, bien qu'il ait acquis une grande part de sa notorioté en France, à partir des années 1980. C'est notamment depuis sa mort en 2015 que son œuvre a regagné en visibilité à travers le travail de son fils Robin Summa.

## Biographie
Issu d'une famille originaire du Sud de l'Italie, impliquée en partie et à échelle variable dans la politique (il est notamment le neveu du député et secrétaire d'État italien Elio Rosati), Pierangelo Summa étudie les sciences physiques à l'université de Milan. Bien qu'issus de familles aisées, ses parents sont eux-mêmes modestes. Il doit, au décès de son père en 1968, se dédier à plusieurs emplois successifs, dont teneur de paris sportifs, ou encore enseignant contractuel de mathématiques, avant d'obtenir le concours de fonctionnaire à la caisse italienne des retraites (INPS), où il exercera en qualité d'expert comptable (activité qu'il cessera à son départ pour la France, au début des années 1980). Il est alors aussi un militant très actif au Parti communiste italien (PCI), et syndicaliste.
Il entreprend parallèlement, dès 1966, ses premières expériences théâtrales autour du théâtre d'objet. Il fondera au début des années 1970 plusieurs compagnies familiales de burattini : La Gabbia dei Giuppitt, I burattini col randell, I viandanti, impliquées principalement dans l'intervention auprès de publics populaires (écoles, quartiers "isolés"...). C'est avec La Gabbia dei Giuppitt qu'il animera pendant trois ans, accompagné de son frère jumeau, de sa sœur, de leurs époux respectifs, et de son épouse Mireille Gettler-Summa, une émission pour les enfants à la télévision suisse (Televisione della Svizzera italiana - TSI) : Il Giudice di Roccastorta.
Il rencontre à cette époque Italo Gomez, Giuliano Scabia, Dario Fo, l’Odin Teatret, Roberto Leydi, Mario Lodi, Carlo et Alberto Colombaioni, Augusto Boal.

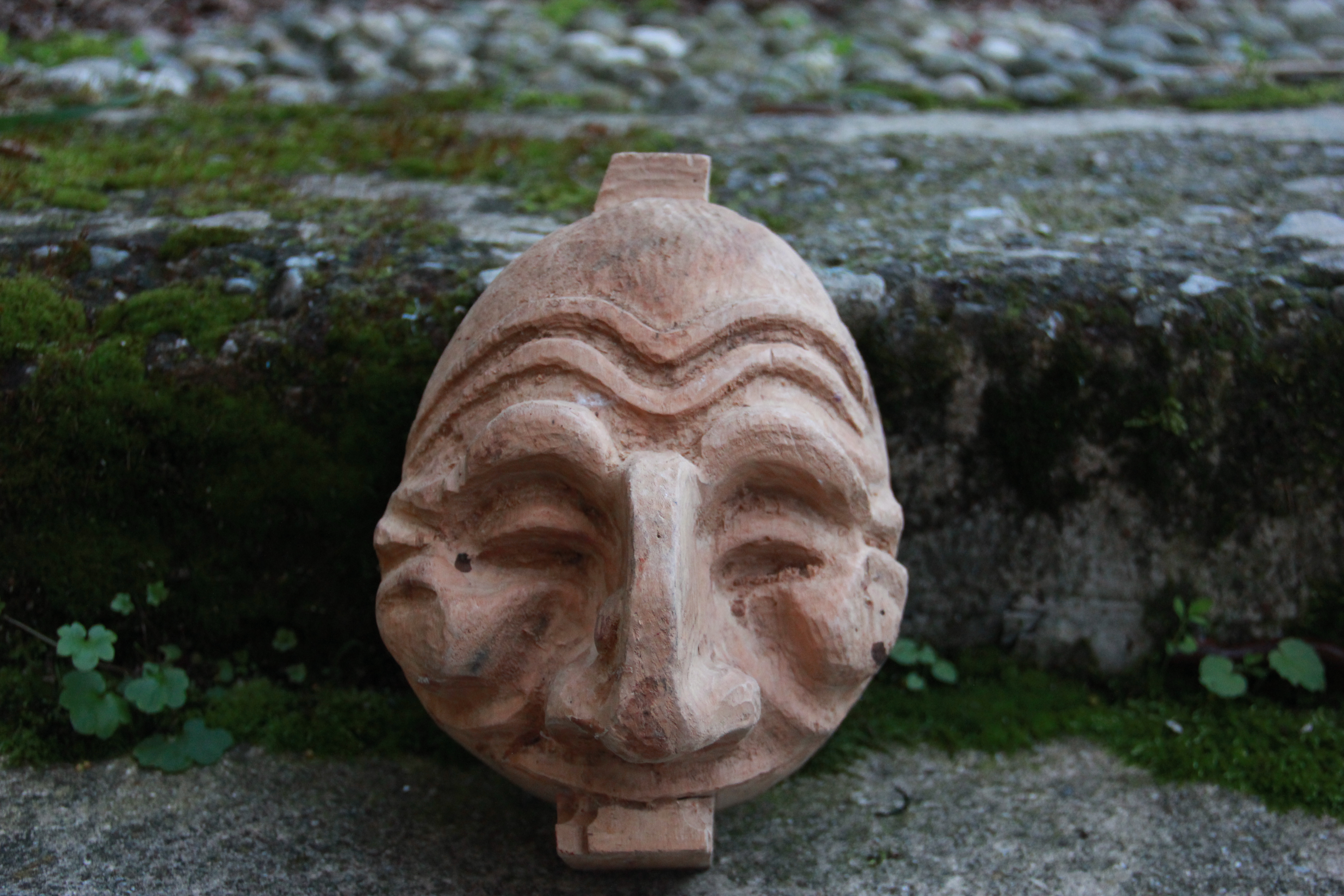
Moule d'un masque de Pulcinella idéé par Pierangelo Summa.

À son arrivée en France, au début des années 1980, il se concentre davantage sur la création de masques, en particulier pour la Commedia dell'Arte - il vendra dans plusieurs pays d'Europe -, et sur la mise en scène. Il exercera dans le cadre de nombreux festivals et théâtres parisiens, en Italie, mais aussi en Allemagne, en Suisse, au Liban, en Géorgie, ou encore en Arménie.
En 1987, son atelier, qu'il partage avec son épouse Mireille, est situé à Montreuil.
Il anime, jusqu'à la fin de sa vie, de nombreux ateliers autour du masque, en France et en Italie.
À partir de 2010, son activité de créateur de masques a d'abord été reprise par sa fille Sara Summa, aujourd'hui réalisatrice, puis par son fils Robin,,,,,,,.
Il reste, pendant toute sa vie, impliqué dans la défense de la place du théâtre au cœur de la cité, des lieux de vie communs et populaires.
Le 22 août 2020 est inauguré à Naples l'atelier-boutique La Maschera è Libertà, premier espace pérenne centré sur la vente de masques conçus par Pierangelo Summa et recréés par son fils Robin, ainsi que sur les créations originales de ce-dernier.
L'un de ses modèles de Pulcinella a notamment été utilisé pour le remake de Sabato, domenica e lunedi' de Eduardo de Filippo réalisé en 2021 par Edoardo de Angelis et diffusé sur la télévision nationale italienne, RAI.
Il résida pendant plus de trente ans dans la commune de Pommeuse, en Seine-et-Marne.
Le 9 mai 2023, il est annoncé au Sénat de la République italienne que la XXIIIème édition du festival national PulciNellaMente sera dédié à sa mémoire,.

## Théâtre (listes incomplètes)
Bien qu'abordant de nombreux thèmes et réflexions (dont, centralement, la question du masque), les travaux de mise en scène de Pierangelo Summa accordent une attention particulière aux thématiques de la folie, de la marginalité, de l'individualité (voire de la solitude), des rapports de domination, et de l'émancipation féminine.

Voici une liste incomplète de ses mises en scène.

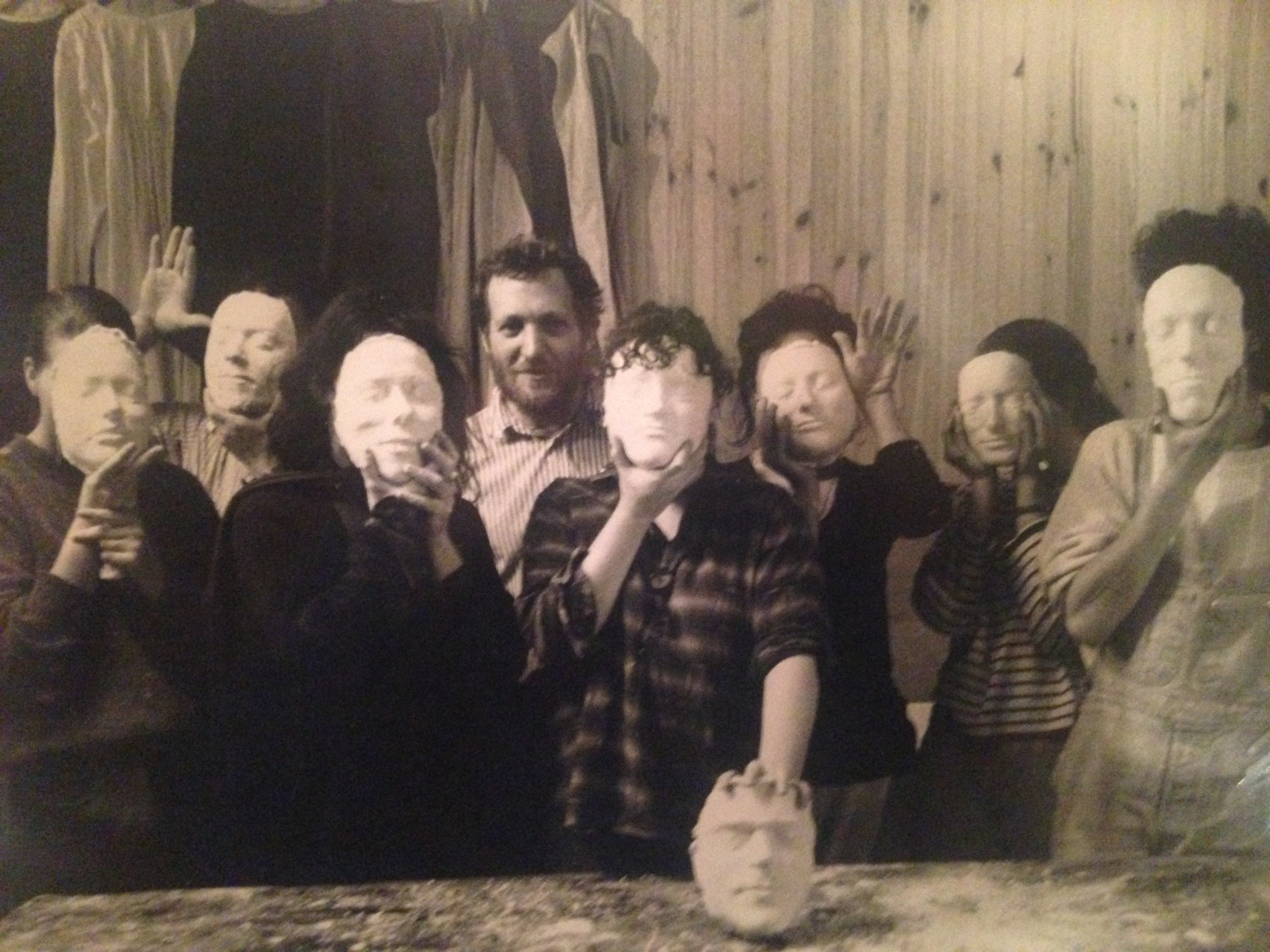
Pierangelo Summa (au centre, visage non-masqué), animant un atelier sur le masque, années 1980

- 1992 : L'Œuf de Colomb de Jean Pierre Serisier, Théâtre Espace Acteur, Festival de la Butte Montmartre[38] : metteur en scène
- 1994 : À la recherche de Omar Khayyam en passant par les croisades, Théâtre national de la Colline, Paris, mise en scène François Abou Salem : assistant à la mise en scène[39]
- 1994-1995 : Les Fourberies de Scapin de Molière, co-mise en scène avec Olivier Roy
- 1997 : Les Paravents de Jean Genet, Théâtre de l’Agora d’Evry
- 1998 : Le Théâtre et la peste d’Antonin Artaud, Festival d’Avignon 1998[40]
- 2001 : Pour un homme seul de Thérèse Aouad Basbous, Théâtre Monnot, Beyrouth[41],[42]
- 2001 - 2002 : Le Théâtre et la peste d’Antonin Artaud, Les Déchargeurs, Paris
- 2002 : Le Cabaret moderne de Karl Valentin, avec la compagnie "1, 2, 3 soleil"[43], Festival de Pau[44], Festival d’Avignon[45],[46]
- 2004 : Les Bonnes de Jean Genet, co-mise en scène Richard Soudée, projet européen "Culture 2000", tournée européenne[47],[48],[49]
- 2004 - 2005 : Le Théâtre de Don Cristobal de Federico-Garcia Lorca, Festival de la Foire St Germain, Paris ; Le Mois Molière, Versailles[50]
- 2007 : La Nuit du Bossu, pièce inspirée des Mille et une Nuits, Festival de la Foire St Germain, Paris
- 2008 : Œdipe Roi de Sophocle, Festival d’Argenteuil[51]
- 2009 : Comme un oiseau sur son vélo de Thérèse Aouad Basbous, théâtre de la Girandole, Montreuil
- 2010 - 2012 : Les Bonnes de Jean Genet, Avignon OFF 2010, Laurette Théâtre, Avignon[52] ; Mois de la Francophonie 2011, Théâtre Hamazgaïn, Erevan, Arménie[53] ; Les Déchargeurs, Paris[54],[55] ; Festival du théâtre francophone 2012, La Ménagerie, Berlin[56],[57]
- 2011 : Une Femme seule de Dario Fo et Franca Rame, Les Déchargeurs, Paris[58],[59],[60],[61],[62],[63]
- 2014 : Moi je ne supporterai plus, création sur la base des textes d'Antonin Arthaud : Voyage au pays des Tarahumaras, Festival Francophone de Berlin[64]

## Carnavals et manifestations artistiques
- 1989 : Le Masque anthropophage, Les vingt ans de Parly 2, Le Chesnay[65]
- 2001-2011 : Palio di Isola Dovarese, Isola Dovarese[66],[67]Pierangelo Summa et quatre masques de sa création (Pantalone, Pulcinella...) au Commedia dell'Arte Day, Turin, 2011[68]

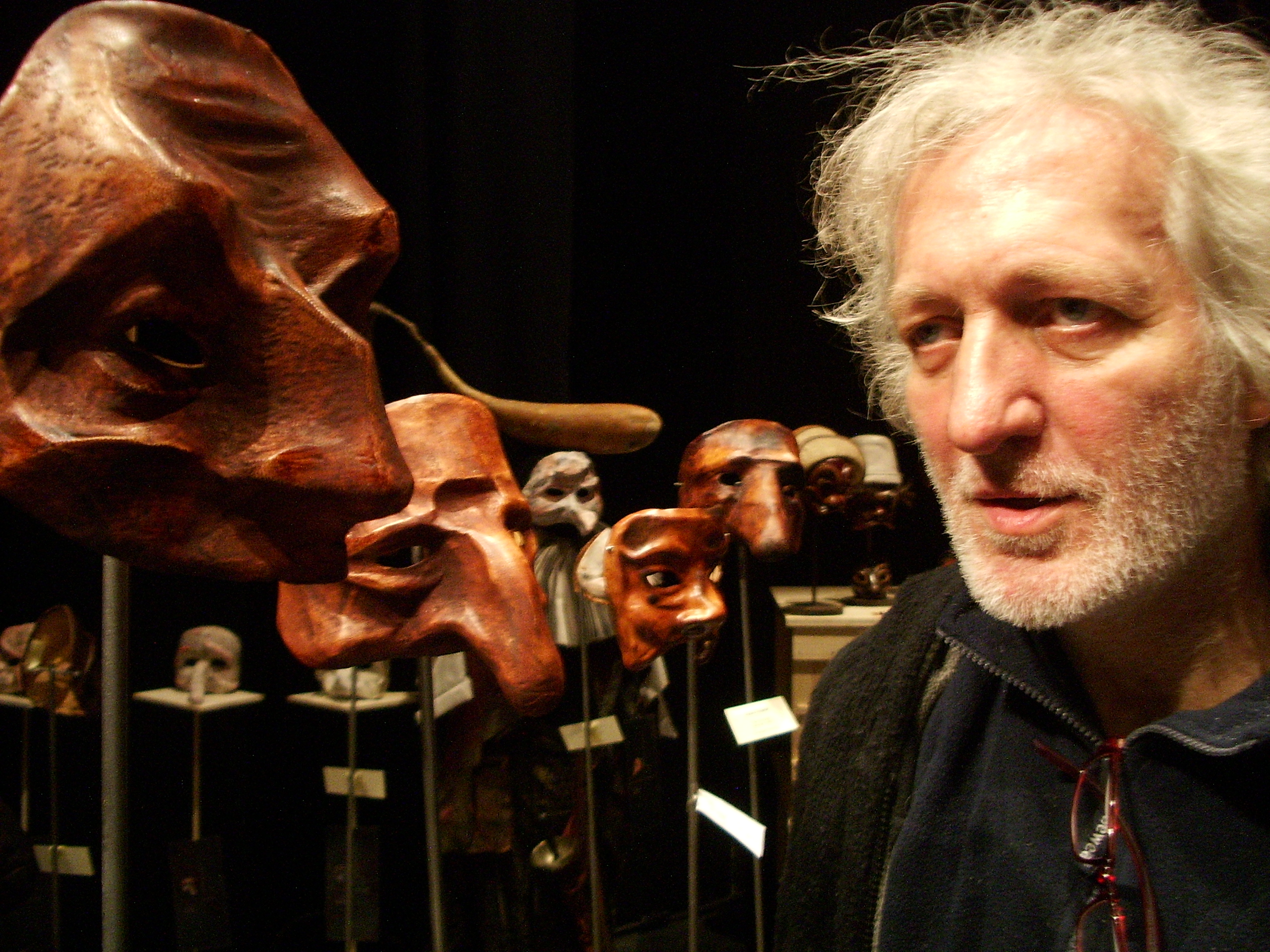
Pierangelo Summa et quatre masques de sa création (Pantalone, Pulcinella...) au Commedia dell'Arte Day, Turin, 2011

## Masques et manifestations autour du masque
Autodidacte, Pierangelo Summa aurait produit entre 1980 et 2010 plus de 6000 masques, et anima de nombreux ateliers, rencontres, conférences et manifestations autour de ce thème. En voici une liste non-exhaustive.
- 1986 : Théâtres d'été, Centre Commercial de La Combe, Nyon, Suisse, exposition et vente
- 1990 : Le Plongeur de Paestum de Pier Paolo Picinato[71], travail sur le masque, Centre G. Pompidou, Paris
- 23 janvier - 3 mars 1995 : Co-animation avec Guy-Joël Paris d'un atelier de travail du masque et du monologue classique, Compagnie NINI, à la Ménagerie de Verre, Paris
- 7 août - 15 septembre 1995 : Co-Animation du "stage le Corps masqué", Aria Teatro, Paris
- décembre 1995 : Masques pour Arlequin Serviteur de deux maîtres de Carlo Goldoni, mise en scène Serge Lipszyc, Compagnie du Matamore, Théâtre le Ranelagh, Paris[72],[73]
- 2004 : Gioco di maschere. Gioco del Cucù ovvero la nascita del personaggio, atelier sur le masque de théâtre, Bologne, Teatro Testoni Ragazzi[74]
- 2006 : L'Île du trésor oublié de Philippe Pillavoine, coréalisation « Le Bateau ivre théâtre » et Ville de Melin[75]
- 2007 : Oedipe Roi de Sophocle, à l'initiative de Julie Roux et de Miquel Oliu Barton (confection des masques avec Sara Summa), École normale supérieure (Paris)[76]
- février 2011 : exposition au Commedia dell'Arte Day, Turin
- 2014 : Yvonne, princesse de Bourgogne de Witold Gombrowicz, Adaptation pour théâtre masqué : Cie Théâtre à Coulisses[77]
- 2020 (posthume) : Pulecenella et nous, masques renaissants, avec Robin Summa : exposition de masques recréés sur la base des créations de Pierangelo Summa, Institut français de Naples, Naples[78]
- 2020 (posthume) : La Maschera è libertà, avec Robin Summa, Galleria Spazio Papel, Milan[79]
- 2021 (posthume) : Les masques avant les masques : carnaval, avec Robin Summa et Sara Summa, Festival Masq'alors!, Saint-Camille, Québec, Canada[80]

## Marionnettes
- 1977 : Il Giudice di Roccastorta, avec la compagnie La Gabbia dei Giupitt, émission télévisée pour la Televizione della Svizzera italiana[81],[82]
- 24, 25 et 26 avril 1990 : invitation et animation d'ateliers aux Rencontres théâtrales de l'Académie de Créteil, "Marionnettes en tête", organisées par l'Académie de Créteil (Mission d'action culturelle) et la Maison des Arts de Créteil

## Citations
"Le théâtre est gardien de ce monde possible, qui pourrait représenter le réel" (À propos de "Pour un homme seul" de Thérèse Aouad Basbous, 2001)
"Quand on écoutait ces textes par exemple, on se disait : tiens, il y a peut-être un double sens, il y a peut-être un mot caché ; et en fait, non. Tout ce qui est dit est tout ce qui doit se dire, c'est-à-dire : rien. (rires)" (À propos du Cabaret Moderne de Karl Valentin, 2002)

## Publications
- Pierangelo Summa, « Création et naissance d’un masque », in Les Créateurs de Masques, Les Cahiers du Masque n° 001, Paris, 2009, pp. 34-36
- Pierangelo Summa, a cura di Robin Summa, La Maschera è Libertà, Storia di un'insurezione teatrale. Libretto 1: le origini della Commedia dell'Arte et qualche suo personaggio, Boscoreale, Il Quaderno Edizione, 2019 (posthume), (ISBN 9788832098167)
- Pierangelo Summa, a cura di Robin Summa, La Maschera è Libertà, Storia di un'insurezione teatrale. Libretto 2: Maschere e persone, insomma teatro e vita... o teatro-vita, Boscoreale, Il Quaderno Edizione, 2022 (posthume),  (ISBN 9791280894168)